# Цвёниц
Цвёниц (нем. Zwönitz) — город в Германии, в земле Саксония. Подчинён административному округу Хемниц. Входит в состав района Рудные Горы. Население составляет 11193 человека (на 31 декабря 2010 года). Занимает площадь 52,74 км². Официальный код — 14 1 88 260.
Город подразделяется на 7 городских районов.